# エイヴィン・アンデルセン
エイヴィン・アンデルセン（Eyvin Andersen、1914年 - 1968年）は、デンマークの作曲家。
アメリカ合衆国で生まれ、デンマーク音楽アカデミーで学んだ。アームズハウス教会のオルガニストを務めた後、1946年からDR放送交響楽団のヴィオリストとなった。また1946年から1952年までエスビャウの音楽学校の講師を務め、1953年から古楽学校の校長となった。

## 作品
- ヴァイオリン協奏曲（1964）
- トロンボーンとピアノのためのソナチネ